# Resolució 2020 del Consell de Seguretat de les Nacions Unides
La Resolució 2020 del Consell de Seguretat de les Nacions Unides fou adoptada per unanimitat el 22 de novembre de 2011. Preocupat per l'augment dels pagaments de rescat i la manca d'aplicació de l'embargament d'armes establert per la Resolució 733 (1992), el Consell va ampliar en 12 mesos l'autorització per a aquells que cooperin amb el govern somali a utilitzar "tost els mitjans necessaris" per combatre la pirateria.
En virtut del Capítol VII de la Carta de les Nacions Unides, el Consell va subratllar la necessitat que la comunitat internacional abordi en una resposta integral les causes subjacents de la pirateria, alimentada per la inestabilitat a Somàlia i va demanar a tots els Estats que cooperessin amb el Grup de Seguiment d'Eritrea i Somàlia sobre possibles violacions de l'embargament d'armes, que ajudessin Somàlia a enfortir la seva capacitat de portar a la justícia els responsables de la pirateria.